# John Paul Kissock
John Paul Kissock (Liverpool, 2 dicembre 1989) è un ex calciatore inglese, di ruolo centrocampista.